# Cytherella vizcainoensis
Cytherella vizcainoensis är en kräftdjursart. Cytherella vizcainoensis ingår i släktet Cytherella och familjen Cytherellidae. Inga underarter finns listade i Catalogue of Life.